# موسونية شجيرية
موسونية شجيرية (الاسم العلمي:Moussonia fruticosa) هي نوع من النباتات تتبع جنس الموسونية من الفصيلة الغزنرية.